# Jan Crabbe (piraat)
Jan Crabbe (Engels: John Crabbe; Sint Anna ter Muiden, voor 1305 - 1352) was een Vlaamse piraat uit de veertiende eeuw die zowel in Schotse als in Engelse dienst opereerde.

## Biografie

### Kaapvaart
Jan Crabbe werd geboren in Sint Anna ter Muiden en was van nederige afkomst, maar er is weinig bekend over zijn vroege leven. Zijn naam duikt voor het eerst op in 1305 als hij nabij La Rochelle in de Golf van Biskaje het schip de Waardeboure, dat het eigendom was van de Dordtse koopman John de la Waerde, kaapte. Hij wist met zijn bemanning 160 tonnen aan wijn en goederen te kapen. Ze namen de matrozen gevangen en staken het schip in brand. De totale schade hiervan werd geschat op 2000 livres tournois. Waarschijnlijk deed Jan Crabbe deze kaapvaart in opdracht van het Graafschap Vlaanderen dat indertijd in conflict was met het Graafschap Holland waartoe de stad Dordrecht behoorde. De la Waerde trachtte Crabbe en zijn mannen voor het gerecht te slepen, maar ze kwamen niet opdagen. Toch werden ze schuldig bevonden, maar De la Waerde kon niet schadeloosgesteld worden.
In de lente van het jaar 1310 maakte Crabbe een schip buit in Het Kanaal dat vele waardevolle spullen bevatte, zoals goud en zilver. Het schip zou het eigendom zijn geweest van Alix van Henegouwen, dochter van Jan II van Avesnes. Ditmaal was het koning Eduard II van Engeland die aan de graaf van Vlaanderen vroeg of de schuldigen bestraft konden worden. Robrecht III van Vlaanderen wist enkele van hen te straffen, maar Crabbe werd niet gepakt want die was ondertussen neergestreken in het Schotse Aberdeen. Vanuit Aberdeen overviel hij in 1311 twee schepen die vanuit Newcastle upon Tyne onderweg waren naar Vlaanderen en maakte hun handelswaar van 89 zakken wol buit. Doordat het conflict tussen Vlaanderen en Engeland verder escaleerde kon Jan Crabbe terugkeren naar Vlaanderen en benoemde graaf Robrecht hem tot de leider van de vloot die ervoor moest zorgen dat er een einde kwam aan de hongersnood in Vlaanderen. Op 1 maart 1316 wist hij twee Engelse schepen uit Great Yarmouth buit te maken voor Vlaanderen. Ook andere schepen zouden ten prooi vallen aan Crabbe.
In de loop der jaren werd Crabbe wijdverspreid berucht als een energieke en harteloze vrijbuiter. Ook duikt hij op in de kroniek van Lodewijk van Velthem:

Ende oec mede dese lede Crabbe
Warp oec in sine swabbe,
Dese dede opt water grote scade,
Hine dede niemene genade,
Alse nu was hi hier, alse nu daer,
Men wiste sijns wachten waer,
Alse nu was hi met enen here,
Alse nu setti hem ten kere,
Ende trac hem an een andren dan.
Dits der quader rovers gespan,
Sine houden niet datsi geloven,
Ende int leste bliven si bedrogen.

### In Schotse en Engelse dienst
Uiteindelijk moest Crabbe wegens een verbanning Vlaanderen verlaten voor Schotland. Hij werd in het jaar 1318 een burger van de stad Berwick-upon-Tweed en aldaar maakte hij zich onmisbaar voor de verdediging van de stad. Walter Stewart zag in hem een efficiënte leverancier van militaire goederen. Ondertussen bleef Crabbe op zee de Engelse schepen kapen. Toen in 1332 de Tweede Schotse Onafhankelijkheidsoorlog uitbrak vocht Crabbe aan de zijde van de Schotten, maar zijn vloot van tien Vlaamse schepen werd door de Engelse vloot bij de Firth of Tay verslagen. Crabbe wist zelf ternauwernood te ontsnappen en terug te keren naar Berwick. Na een nieuw gevecht werd hij door de Henegouwse huurling Walter de Manny gevangen genomen.

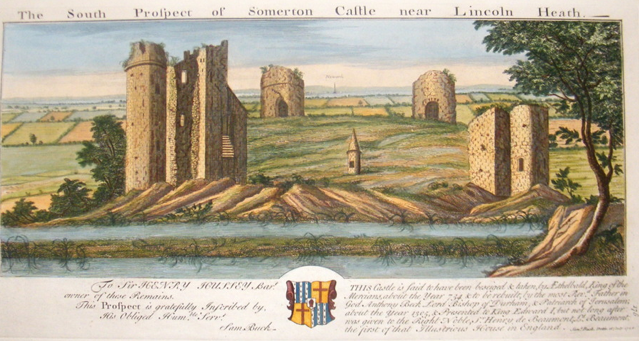
Somerton Castle

Omdat Crabbe bang was voor zijn Engelse tegenstanders wist hij van John Randolph een vrijgeleide te krijgen om te verschijnen voor koning Eduard III van Engeland op diens hof. Crabbe verschafte de koning een aantal kostbare tips waarmee hij in 1333 de stad Berwick kon veroveren. Dit kostte hem wel het leven van zijn zoon die door de inwoners van Berwick werd vermoord. Vanwege zijn verdiensten voor het veroveren van de Schotse stad werd hij door de Engelse koning vrijgesproken van alle aanklachten die aan hem gericht waren en verkreeg hij een nieuwe woning van de koning in Berwick. Tevens werd hij benoemd in de functie van constable van Somerton Castle.
Jan Crabbe was in de jaren van 1334-1335 betrokken bij het verbeteren van de verdediging van Berwick en in 1338 was hij betrokken bij het bouwen van belegeringstoestellen voor het beleg van Dunbar Castle. Vervolgens kreeg Crabbe een aanstelling in de Engelse vloot van Eduard III en diende hij naast admiraal Robert de Morley aan de monding van de Theems in 1339. Op hun aanraden koos de koning ervoor in 1340 om zijn vloot richting Sluis te sturen. Crabbe vocht onder zijn Engelse koning mee in de daaropvolgende slag bij Sluis. Doordat de financiële situatie van de Engelse koning steeds slechter werd bood Crabbe aan om zijn jaarrente te bevriezen in ruil voor nog een kasteel met landerijen waarmee de koning akkoord ging. Vervolgens voerde hij nog enkele missies voor de koning in Engeland uit; hij overleed in 1352.